# Caecum vestitum
Caecum vestitum är en snäckart som beskrevs av de Folin 1868. Caecum vestitum ingår i släktet Caecum och familjen Caecidae. Inga underarter finns listade i Catalogue of Life.